# Godfryd
Godfryd, Gotfryd – imię męskie pochodzenia germańskiego. Wywodzi się ze złożenia słów god – bóg i frid – pokój. Staropolskim wariantem jest Godprzyd. 
Gotfryd i Godfryd imieniny obchodzi 13 stycznia i 8 listopada.

## Odpowiedniki w innych językach
- dolnoniemiecki: Gootje
- esperanto: Gofredo[2]
- francuski: Geoffroy
- niemiecki: Gottfried
- szwedzki: Gottfrid

## Znane osoby noszące to imię
- Gotfryd z Bouillon — krzyżowiec, pierwszy władca Królestwa Jerozolimskiego
- Godfried Danneels
- Jeffrey Eugenides (ur. 1960) – amerykański pisarz grecko-irlandzkiego pochodzenia
- Gottfried Fiebing — burmistrz Świdnicy
- Godfrey Goodman (1582/1583—1656) — anglikański biskup Gloucester z ramienia Kościoła Anglii
- Gottfried Wilhelm Leibniz
- Gottfried Reinhold Treviranus
- Godfred, średniowieczny władca Jutlandii
- Święty Gotfryd, biskup Amiens
- Gotfryd ze Strasburga — sławny pisarz średnio-wysoko-niemiecki i minnesinger (zm. c. 1210)
- Gotfryd, jeden z bohaterów cyklu Mikołajek René Goscinnego i Jeana-Jacques'a Sempégo